# Jenseits der Mauern (2012)
Jenseits der Mauern (Originaltitel: Hors les murs) ist ein Spielfilm von Regisseur David Lambert aus dem Jahr 2012. Die belgisch-kanadisch-französische Produktion stammt aus dem Jahr 2012 und hatte im folgenden Jahr Kinostart in Deutschland (mit deutschen Untertiteln).

## Handlung
Paulo, ein junger Pianist, trifft Ilir, einen Bassisten albanischer Herkunft. Nachdem sie sich kennenlernen, verspürt jeder heftige Gefühle für den anderen. Über Nacht verlässt Paulo seine Verlobte, um mit Ilir zu sein. Sie versprechen, sich ein Leben lang zu lieben.
Aber am Ende verlässt Ilir die Stadt und kehrt nicht zurück. 

## Kritik
Doris Kuhn schreibt bei sueddeutsche.de: „Jenseits der Mauern will nicht von einer homosexuellen Beziehung erzählen, sondern von der Liebe. […] Wahrscheinlich ist es nur außerhalb Amerikas noch möglich, eine Geschichte über große Leidenschaft zu erzählen, die der Selbstbestimmung eine Chance gibt, der Wiederholbarkeit von Emotionen, und die nicht an endlose Schmerzen glaubt. Was für einen Liebesfilm ja eigentlich die optimistischere Haltung ist.“

## Auszeichnungen
Jenseits der Mauern lief in Cannes 2012 im Wettbewerb um die Goldene Kamera und gewann den Rail d’or. Hélène Girard wurde für den Schnitt 2013 für einen Prix Jutra nominiert.